# Lijst van Deense ministers van Financiën

## Ministers van Financiën van Denemarken (1968–heden)
| Minister van Financiën      | Minister van Financiën  | Minister van Financiën             | Ambtstermijn      | Ambtstermijn      | Partij(en)   | Premier(s)                          | Kabinet(en)         |
| --------------------------- | ----------------------- | ---------------------------------- | ----------------- | ----------------- | ------------ | ----------------------------------- | ------------------- |
|                             |                         | Poul Møller (1919–1997)            | 2 februari 1968   | 17 maart 1971     | DKF          | Hilmar Baunsgaard (1968–1971)       | Baunsgaard          |
|                             |                         | Erik Ninn- Hansen (1922–2014)      | 17 maart 1971     | 11 oktober 1971   | DKF          | Hilmar Baunsgaard (1968–1971)       | Baunsgaard          |
|                             |                         | Henry Grünbaum (1911–2006)         | 11 oktober 1971   | 19 december 1973  | SD           | Jens Otto Krag (1971–1972)          | Krag III            |
| Anker Jørgensen (1972–1973) | Jørgensen I             | Henry Grünbaum (1911–2006)         | 11 oktober 1971   | 19 december 1973  | SD           |                                     |                     |
|                             |                         | Anders Ejnar Andersen (1912–2006)  | 19 december 1973  | 13 februari 1975  | VDL          | Poul Hartling (1973–1975)           | Hartling            |
|                             |                         | Knud Heinesen (1932–2025)          | 13 februari 1975  | 26 oktober 1979   | SD           | Anker Jørgensen (1975–1982)         | Jørgensen II        |
| Jørgensen III               |                         | Knud Heinesen (1932–2025)          | 13 februari 1975  | 26 oktober 1979   | SD           | Anker Jørgensen (1975–1982)         |                     |
|                             |                         | Svend Jakobsen (1935–2022)         | 26 oktober 1979   | 30 december 1981  | SD           | Anker Jørgensen (1975–1982)         | Jørgensen IV        |
|                             |                         | Knud Heinesen (1932–2025)          | 30 december 1981  | 10 september 1982 | SD           | Anker Jørgensen (1975–1982)         | Jørgensen V         |
|                             | Henning Christophersen  | Henning Christophersen (1939–2016) | 10 september 1982 | 24 juli 1984      | VDL          | Poul Schlüter (1982–1993)           | Schlüter I          |
|                             | Palle Simonsen          | Palle Simonsen (1933–2014)         | 24 juli 1984      | 31 oktober 1989   | DKF          | Poul Schlüter (1982–1993)           | Schlüter I          |
| DKF                         | Palle Simonsen          | Palle Simonsen (1933–2014)         | 24 juli 1984      | 31 oktober 1989   | Schlüter II  | Poul Schlüter (1982–1993)           |                     |
| DKF                         | Palle Simonsen          | Palle Simonsen (1933–2014)         | 24 juli 1984      | 31 oktober 1989   | Schlüter III | Poul Schlüter (1982–1993)           |                     |
|                             | Henning Dyremose        | Henning Dyremose (1945)            | 31 oktober 1989   | 25 januari 1993   | DKF          | Poul Schlüter (1982–1993)           |                     |
| DKF                         | Henning Dyremose        | Henning Dyremose (1945)            | 31 oktober 1989   | 25 januari 1993   | Schlüter IV  | Poul Schlüter (1982–1993)           |                     |
|                             | Mogens Lykketoft        | Mogens Lykketoft (1946)            | 25 januari 1993   | 20 december 2000  | SD           | Poul Nyrup Rasmussen (1993–2001)    | P.N. Rasmussen I    |
| P.N. Rasmussen II           | Mogens Lykketoft        | Mogens Lykketoft (1946)            | 25 januari 1993   | 20 december 2000  | SD           | Poul Nyrup Rasmussen (1993–2001)    |                     |
| P.N. Rasmussen III          | Mogens Lykketoft        | Mogens Lykketoft (1946)            | 25 januari 1993   | 20 december 2000  | SD           | Poul Nyrup Rasmussen (1993–2001)    |                     |
| P.N. Rasmussen IV           | Mogens Lykketoft        | Mogens Lykketoft (1946)            | 25 januari 1993   | 20 december 2000  | SD           | Poul Nyrup Rasmussen (1993–2001)    |                     |
|                             |                         | Pia Gjellerup (1959)               | 20 december 2000  | 27 november 2001  | SD           | Poul Nyrup Rasmussen (1993–2001)    |                     |
|                             | Thor Pedersen           | Thor Pedersen (1945)               | 27 november 2001  | 23 november 2007  | VDL          | Anders Fogh Rasmussen (2001–2009)   | A.F. Rasmussen I    |
| A.F. Rasmussen II           | Thor Pedersen           | Thor Pedersen (1945)               | 27 november 2001  | 23 november 2007  | VDL          | Anders Fogh Rasmussen (2001–2009)   |                     |
|                             | Lars Løkke Rasmussen    | Lars Løkke Rasmussen (1964)        | 23 november 2007  | 5 april 2009      | VDL          | Anders Fogh Rasmussen (2001–2009)   | A.F. Rasmussen III  |
|                             | Claus Hjort Frederiksen | Claus Hjort Frederiksen (1947)     | 5 april 2009      | 3 oktober 2011    | VDL          | Lars Løkke Rasmussen (2009–2011)    | L.L. Rasmussen I    |
|                             | Bjarne Corydon          | Bjarne Corydon (1973)              | 3 oktober 2011    | 28 juni 2015      | SD           | Helle Thorning- Schmidt (2011–2015) | Thorning- Schmidt I |
| Thorning- Schmidt II        | Bjarne Corydon          | Bjarne Corydon (1973)              | 3 oktober 2011    | 28 juni 2015      | SD           | Helle Thorning- Schmidt (2011–2015) |                     |
|                             | Claus Hjort Frederiksen | Claus Hjort Frederiksen (1947)     | 28 juni 2015      | 28 november 2016  | VDL          | Lars Løkke Rasmussen (2015–2019)    | L.L. Rasmussen II   |
|                             | Kristian Jensen         | Kristian Jensen (1971)             | 28 november 2016  | 27 juni 2019      | VDL          | Lars Løkke Rasmussen (2015–2019)    | L.L. Rasmussen III  |
|                             | Nicolai Wammen          | Nicolai Wammen (1971)              | 27 juni 2019      | heden             | SD           | Mette Frederiksen (2019–heden)      | Frederiksen I       |
| Frederiksen II              | Nicolai Wammen          | Nicolai Wammen (1971)              | 27 juni 2019      | heden             | SD           | Mette Frederiksen (2019–heden)      |                     |